# 로저 테일러 (듀란 듀란 드러머)
로저 앤드류 테일러(영어: Roger Andrew Taylor, 1960년 4월 26일 ~ )는 1985년부터 시작하여 2001년까지 새로운 웨이브 밴드 듀란 듀란의 드러머로 가장 잘 알려진 영국의 음악가이다. 듀란 듀란은 전 세계적으로 1억 장 이상의 레코드를 판매했다. 테일러는 2022년 11월에 듀란 듀란의 멤버로 로큰롤 명예의 전당에 입성했다.